# 网子度量草
网子度量草（学名：Mitreola reticulata）为马钱科度量草属下的一个种。